# Krempoli
Krempoli (Krempoli – Ein Platz für wilde Kinder) est une série télévisée ouest-allemande en dix épisodes de 50 minutes réalisée par Michael Verhoeven, diffusée entre le 5 janvier et le 9 mars 1975 sur ARD.
En France, elle a été diffusée à partir du 21 avril 1976 sur TF1 dans l'émission Les Visiteurs du mercredi. Elle reste inédite dans les autres pays francophones.

## Synopsis
À Munich, des enfants utilisent un terrain vague comme terrain de jeu. Les épisodes racontent comment les enfants défendent leur terrain baptisé « Krempoli ». Les enfants se retrouvent confrontés principalement aux adultes qui voient d'un mauvais œil les enfants jouer dans un tel environnement. Ils doivent, au fil des épisodes, tout faire pour conserver leur terrain de jeu, convoité par un promoteur immobilier qui voudrait y construire un Luna Park, et combattre les adultes qui abusent de leur innocence.
L'élément central du terrain de jeu est une tyrolienne de 100 m de portée environ.
Krempoli est en outre un produit typique des années 1970 : les intérêts des enfants sont opposés à ceux des adultes. Tandis que les adultes - parents y compris - sont représentés pour la plupart égoïstes et vils à l'exception de quelques personnages, comme Opa Krempel qui leur offre le terrain, les enfants agissent solidairement et s'intéressent aussi à leur environnement.

## Distribution
- Petra Auzinger : Stefanie
- Günter Broda : Jünger
- Harald Fendt : Joe
- Michael Fisher : Wolfgang
- Joakim Kraje : Dieter
- Verdran Mudronja : Mirko
- Sandra Olvedi : Claudia
- Willi Pfaff : Michael
- Andreas Rukcer : Oliver
- Kurt Rudolph : Thomas
- Albert Urdl : Peter
- Petra Vogt : Ursel
- Gaby Wild : Monika
- Hannes Gromball (de) : Opa Krempel